# Millard Harmon
Millard Fillmore Harmon Jr. (ur. 19 stycznia 1888 w Fort Mason w stanie Kalifornia, zaginął 26 lutego 1945 na Wyspach Marshalla) – amerykański dowódca wojskowy, generał porucznik Sił Powietrznych Stanów Zjednoczonych. Zginął w katastrofie lotniczej w 1945 roku. Był jednym z czterech generałów poruczników armii amerykańskiej, którzy polegli podczas II wojny światowej, obok Franka Andrewsa, Simona Bucnera i Lesleya McNaira.

## Życiorys
Urodził się w 1888 roku w Fort Mason w Kalifornii. Pochodził z rodziny wojskowej; jego ojciec, Millard Phillimore Harmon senior, był pułkownikiem armii amerykańskiej. W 1912 roku Millard ukończył Akademię Wojskową w West Point. W 1914 roku został wysłany do służby na Filipinach. W 1916 roku został przeniesiony do korpusu łączności.
Podczas I wojny światowej przeszedł szkolenie lotnicze i walczył we francuskich jednostkach powietrznych. W 1923 ukończył Wyższe Szkoły Dowodzenia i Sztabu. Studiował w Wyższej Szkole Wojennej, którą ukończył w 1925 roku.
Od 1927 do 1930 roku był dyrektorem Szkoły Lotniczej. W latach 1932–1936 był dowódcą 20 Grupy Pościgowej. Od 1938 zastępca szefa szkoły taktycznej Sił Powietrznych USA. Przed atakiem na Pearl Harbor był doradcą wojskowym misji Averella Harrimana w Wielkiej Brytanii.
Od lipca 1941 do stycznia 1942 dowodził 2 Armią Lotniczą. Od stycznia 1942 roku szef sztabu Sił Powietrznych USA. Od czerwca 1942 roku dowódca sił amerykańskich na południowym Pacyfiku.
Uczestnik bitwy o Guadalcanal, podczas której pełnił funkcję zastępcy admirała Williama Halseya.  W sierpniu 1944 roku został mianowany dowódcą Sił Powietrznych Stanów Zjednoczonych na Pacyfiku i zastępcą dowódcy 20 Armii Lotniczej. Pod jego dowództwem bombowce B-29 Superfortress rozpoczęły bombardowania Japonii.
Zaginął w katastrofie lotniczej 1945 roku. Samolot C-87 Liberator Express, którym leciał podczas rutynowego lotu na Hawaje (na pokładzie którego znajdował się również brygadier-generał James Roy Andersen), nie wrócił do bazy. Śmierć Millarda Harmona stwierdzono 25 lutego 1946 roku, rok po jego zaginięciu.